# إدواردو كامانو
ادواردو كامانو (بالإسبانية: Eduardo Camaño) (و. 1946 – م) هو سياسي، ومحام من الأرجنتين ولد في بوينس آيرس.